# Ludmila Kloudová-Veselá
Ludmila Kloudová-Veselá (rozená Veselá, 29. srpna 1900 Benešov – 1988) byla česká právnička, feministka a advokátka, místopředsedkyně Ženské národní rady, absolventka Právnická fakulta Univerzity Karlovy, od roku 1929 druhá akreditovaná advokátka v Československu. Byla dcerou benešovského advokáta a prvního československého ministra spravedlnosti JUDr. Františka Veselého. Po nástupu komunistického režimu v ČSR byla se svým manželem vystavena perzekucím.

## Život

### Mládí
Narodila se v Benešově v rodině advokáta a starosty města Františka Veselého a jeho ženy Mileny, rozené Erbenové. Rodiče pocházeli z Jičína, posléze se rodina přesunula kvůli otcově zaměstnání do Benešova. Otec František dlouhodobě spolupracoval a přátelil se s T. G. Masarykem (mj. jako jeho právní zástupce), během první světové války působil jako člen protirakouské odbojové organizace Maffie. Matka Milada roku 1905 spoluzakládala ve městě Spolek dam a dívek, první ženský spolek ve městě, jehož se stala předsedkyní. Její sestrou byla Marie Fliederová-Veselá, pozdější manželka československého diplomata a velvyslance Roberta Fliedera.

### Studia
Po absolvování středního vzdělání začala studovat Právnickou fakultu Univerzity Karlovy. Až do roku 1900 docházely dívky na přednášky na hospitační studium (bez statutu řádné posluchačky); v roce 1900 bylo novým zákonem dívkám umožněno skládat zkoušky za celou dosavadní dobu studia. Řádné studium práv mohly ženy nastoupit až se vznikem Československa roku 1918. Její spolužačkou zde byla mj. Milada Horáková, poznala se zde nejspíš se svým budoucím manželem Ivanem Kloudou, synem pražského advokáta, politika a předsedy Advokátní komory Antonína Kloudy. Sňatek uzavřeli po ukončení studia. Začala se, spolu s Horákovou, angažovat v Ženské národní radě a dalších ženských organizacích.

### Advokátka
Na základě umožnění působení žen zákonem z roku 1922 složila Kloudová-Veselá advokátské zkoušky a roku 1929 se tak, po Matyldě Wíchové-Mocové, stala teprve druhou československou advokátkou. Téhož roku se stala společnicí v advokátní kanceláři svého otce v Benešově, kterou po jeho smrti roku 1935 se svým manželem převzala. Do roku 1931 bylo v ČSR registrováno 7 advokátek, ještě před rozpadem tzv. První republiky roku 1938 tehdy působilo na území ČSR 45 právniček.

### Veřejná činnost
Roku 1933 převzala po své matce vedení Spolku dam a dívek. Podílela se na rekonstrukci orgánů Ženské národní rady, zrušené během druhé světové války. Roku 1946 nahradila Miladu Horákovou ve funkci předsedkyně Rady českoslovanských žen. Po únoru 1948 byly ŽNS a Rada čs. žen postupně zrušeny, stejně jako Spolek dam a dívek, zaniklý roku 1951.

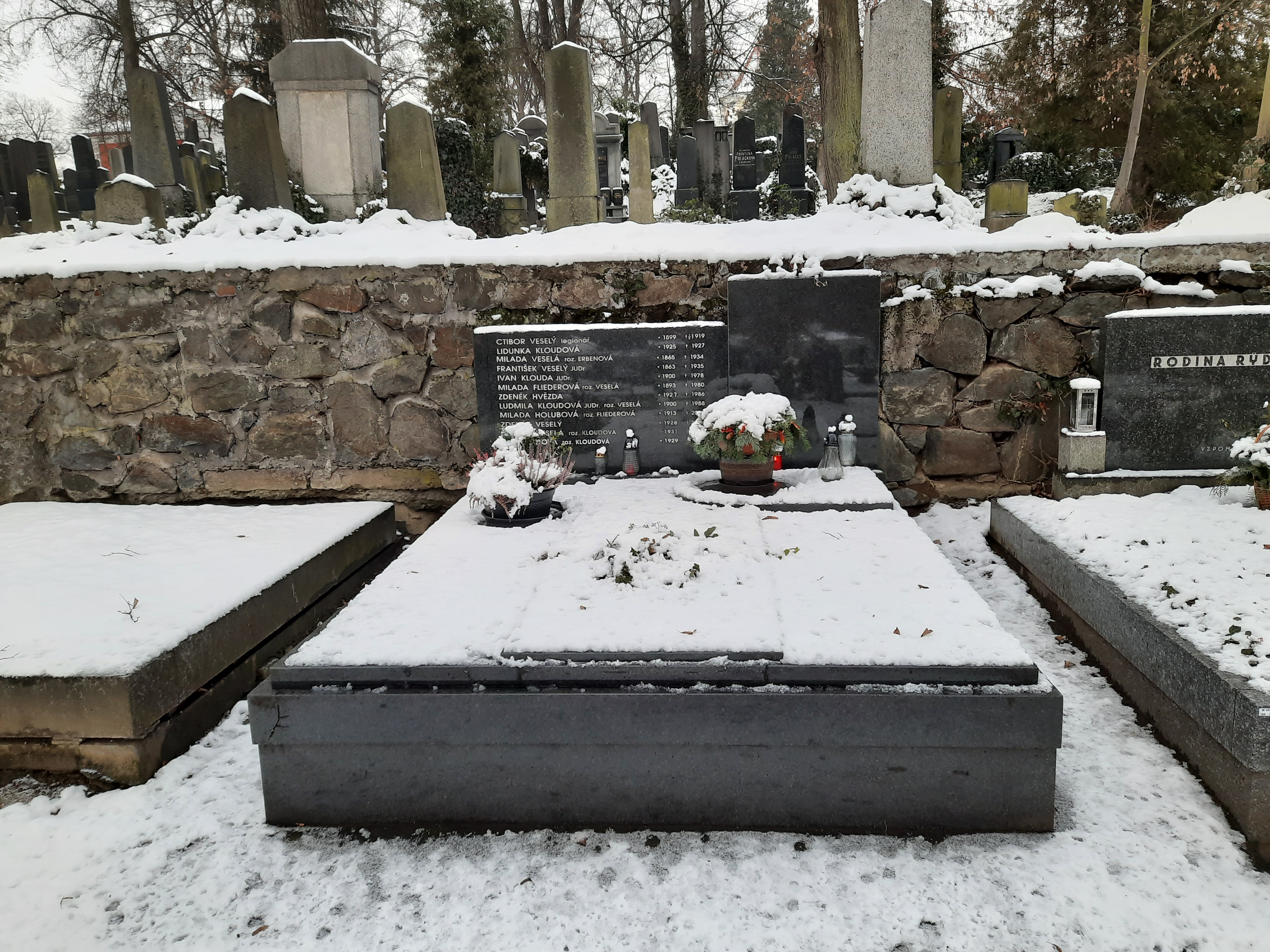
Hrobka rodiny Veselých na Novém městském hřbitově v Benešově

Rodina byla pak nadále vystavena politickým perzekucím: kvůli znárodnění přišla o veškerý majetek, Ivan Klouda odešel nuceně pracovat do Dolu Hlubina v Ostravě. Ludmile Kloudové-Veselé byla nadále znemožněna advokátská činnost, posléze pak pracovala jako účetní benešovské pobočky podniku Ovoce a zelenina.

### Úmrtí
Ludmila Kloudová-Veselá zemřela roku 1988 ve věku 88 let, patrně v Benešově. Pohřbena byla v rodinné hrobce na Novém městském hřbitově v Benešově.